# Нилендер, Роман Алексеевич
Роман Алексеевич Ниле́ндер  (23 марта 1906, Белый (ныне Бельский район, Тверская область) — 16 декабря 1982, Москва) — советский учёный, специалист в области электровакуумных приборов, главный инженер Московского завода электровакуумных приборов (1937—1973), заведующий кафедрой «Электровакуумные приборы» МЭИ (1952—1977). Заслуженный деятель науки и техники, Герой социалистического труда (1966).

## Биография
С 1924 года учился в Московском электромашиностроительном институте, по окончании которого поступил на работу в Московский электроламповый завод (МЭЛЗ). С 1929 по 1937 год работал последовательно в должности инженера, технического руководителя и начальника сборочного участка. В 1930-е годы с его участием на предприятии был в несколько раз увеличен выпуск осветительных ламп и освоено производство разных видов специальных источников света.
В 1937 году был назначен главным инженером завода МЭЛЗ; в этой должности работал до 1973 года. В годы Великой Отечественной войны на заводе начали выпуск электронно-лучевых трубок для радиолокаторов. В 1948 году завод стал выпускать телевизионные кинескопы, осветительные люминесцентные лампы типа ДС и БС. В 1956 году на МЭЛЗ освоили выпуск ртутных ламп типа ДРЛ (ртутные лампы высокого давления). За успехи в освоении выпуска новой продукции и в связи с 50-летием в 1957 году предприятие было награждено орденом Трудового Красного Знамени; той же награды удостоился и Нилендер.
С 1958 года завод стал выпускать цветной масочный кинескоп с тремя отдельными электронными пушками — 53ЛК3Ц. В 1965 году, после выполненной на заводе реконструкции, его производственные мощности были увеличены вдвое.
Указом Президиума Верховного Совета СССР от 29 июля 1966 года за выдающиеся заслуги при выполнении плана 1959—1965 годов и создании новой техники Нилендеру было присвоено звание Героя Социалистического Труда с вручением ордена Ленина и золотой медали «Серп и Молот».
С 1943 года параллельно с работой на заводе Нилендер занимался в Московском энергетическом институте педагогической деятельностью; в 1949 году ему было присвоено звание профессора; с 1952 по 1977 год возглавлял кафедру «Электровакуумные приборы» МЭИ.
С 1977 года — на пенсии. Скончался в 1982 году. Похоронен на Введенском кладбище (5 уч.).

## Награды и звания
- Герой Социалистического Труда.
- орден Ленина (29.7.1966).
- орден Трудового Красного Знамени (10.9.1957).
- орден Красной Звезды (21.1.1944).
- три ордена «Знак Почёта» (21.4.1939, 8.12.1951, 26.4.1971).
- Сталинская премия второй степени (1946) — за разработку и внедрение технологии тантала и тантало-ниобиевых сплавов и производство из них изделий.
- Сталинская премия третьей степени (1949) — за разработку конструкции и освоение производства в электронно-лучевых приборов.
- Сталинская премия третьей степени (1953) — за разработку фотоэлектронных умножителей и сцинтиляционных кристаллов[1].
- медали.
- заслуженный деятель науки и техники РСФСР.

## Память
В Москве у проходной здания Электровакуумного завода МЭЛЗ установлена мемориальная доска главному инженеру завода Р. А. Нилендеру.

## Основные работы
- Нилендер Р. А. Люминесцентные лампы и их применение. — М.; Л.: Изд-во Госэнергоиздата, 1948. — 60 с.
- Спаи стекла с металлом. Электровакуумное производство. Пер. с англ. Ю. Э. Фейна. Под ред. Р. А. Нилендера. — М.: «Советское радио», 1951. — 312 с.
- Нилендер Р. А. Методические указания по курсу «Расчет и конструирование радиоламп». — М., 1956.
- Разработка кинескопа для цветного телевидения. Сб. материалов. Ред. Р. А. Нилендер и др. — М.; Л.: Госэнергоиздат, 1961. — 60 с.
- Вакуумная техника. Свойства стекла и его обработка. Пер. с венгер. Т. З. Парташа. Под общ. ред. Р. А. Нилендера. — М.; Л.: Госэнергоиздат, 1961. — 159 с.
- Электровакуумная техника. Сб. Ред. Р. А. Нилендер. — М.; Л., 1962.
- Приборы тлеющего разряда для устройств дискретного действия. Сб. статей. Ред. Р. А. Нилендер и др. — М.; Л.: Госэнергоиздат, 1962. — 48 с.
- Андреева Р. Т., Волхонская А. В., Ипатова С. И. Металлы и сплавы для электровакуумных приборов. Под общ. ред. Р. А. Нилендера. — М.; Л.: «Энергия», 1965. — 100 с.
- Московский энергетический институт. Научно-техническая конференция по итогам научно-исследовательских работ за 1964—1965 гг. Доклады Научно-технической конференции по итогам научно-исследовательских работ за 1964—1965 гг. Секция электронной техники. Подсекция электронных приборов. Ред. Р. А. Нилендер, Е. А. Леонтьев. — М., 1965. — 249 с.
- Московский энергетический институт. Научно-техническая конференция по итогам научно-исследовательских работ за 1966—1967 гг. Доклады Научно-технической конференции по итогам научно-исследовательских работ за 1966—1967 гг. Секция электронной техники. Подсекция электронных приборов. Ред. Р. А. Нилендер. — М., 1967. — 168 с.
- Московский энергетический институт. Научно-техническая конференция по итогам научно-исследовательских работ за 1968—1969 гг. Доклады Научно-технической конференции по итогам научно-исследовательских работ за 1968—1969 гг. Секция электронной техники. Подсекция электронных приборов. Ред. Р. А. Нилендер. — М., 1969. — 158 с.
- Электронная техника. Сб. статей. Ред. Р. А. Нилендер. — М., 1972. — 156 с.
- Свойства и применение металлов и сплавов для электровакуумных приборов. Справочное пособие. Под общ. ред. Р. А. Нилендера. — М.: «Энергия», 1973. — 336 с.
- Электронные приборы и их применение. Темат. сб. Ред. Р. А. Нилендер // Труды Моск. энерг. ин-та, вып. 279. — М., 1975. — 147 с.
- Электронные приборы и их применение. Темат. сб. Ред. Р. А. Нилендер // Труды Моск. энерг. ин-та, вып. 335. — М., 1978. — 74 с.